# ألبين يوليوس
ألبين يوليوس (بالألمانية: Albin Julius)‏ هو موسيقي ومغني ومنتج أسطوانات نمساوي، ولد في 16 أكتوبر 1967.

## وصلات خارجية
- ألبين يوليوس على موقع ميوزك برينز (الإنجليزية)
- ألبين يوليوس على موقع ديسكوغز (الإنجليزية)